# Basílica de Superga
La basílica de Superga és una església en les proximitats de Torí. Va ser edificada entre 1706 i 1731 per Víctor Amadeu II de Savoia al cim del tossal de Superga, qui al pujar per examinar la situació durant l'assetjament de Torí, va jurar construir una església en honor de la Mare de Déu si derrotava l'enemic. En ser coronat rei de Sicília, va fer complir la seva promesa. L'arquitecte va ser Filippo Juvarra, qui hi va emprar un estil classicista amb un toc barroc característic del moment. Més endavant el seu fill, Víctor Amadeu III de Savoia, faria construir la cripta de la basílica, on serien enterrats els membres de la seva nissaga.
S'hi troben les tombes de molts dels prínceps i reis de la Casa de Savoia, entre ells el Monument a Carles Manuel III (1733) d'Ignazio i el seu germà Fillipo Collino.
El 4 de maig de 1949 s'estavellà contra la muralla del seu terraplè l'avió que transportava la plantilla del Torino Football Club, un dels millors equips de futbol del moment, que havia guanyat cinc vegades seguides el campionat italià. En l'accident aeri de Superga hi morí tota la plantilla del Gran Torino entre altres persones. El fet va trasbalsar el país. Aproximadament un milió de persones va assistir al funeral en memòria de les víctimes. Actualment, hi ha un petit museu en record dels futbolistes dins del complex de la basílica.

## Monarques enterrats a Superga
| Nom                                    | Nascut-Mort | Sepulcre                                               |
| -------------------------------------- | ----------- | ------------------------------------------------------ |
| Víctor Amadeu II de Sardenya           | 1666-1732   | Rei de Sardenya (o de Piemont-Sardenya)                |
| Anna Maria d'Orleans                   | 1669-1728   |                                                        |
| Anna Teresa de Spigno                  | 1680-1769   |                                                        |
| Carles Manuel III de Sardenya          | 1701-1773   | Rei de Sardenya                                        |
| Cristina de Sulzbach                   | 1704-1723   | des de 1786; abans, a la catedral S. Giovanni Battista |
| Polyxene de Hesse-Rotenburg-Rheinfels  | 1706-1735   | des de 1786; abans, en S. Giovanni Battista            |
| Isabel de Lorena                       | 1711-1741   | des de 1786; abans en S. Giovanni Battista             |
| Víctor Amadeu III de Sardenya          | 1726-1796   | Rei de Sardenya                                        |
| Maria Antonieta d'Espanya              | 1729-1785   |                                                        |
| Víctor Manuel I de Sardenya            | 1751-1819   | Rei de Sardenya                                        |
| María Teresa d'Àustria-Este            | 1773-1832   |                                                        |
| Carles Albert I de Sardenya            | 1798-1849   | Rei de Sardenya                                        |
| María Teresa d'Àustria-Toscana         | 1801-1855   |                                                        |
| Maria Adelaida d'Àustria               | 1822-1855   | Primera muller de Víctor Manuel II, rei d'Itàlia       |
| Amadeu I d'Espanya                     | 1845-1890   | Rei d'Espanya                                          |
| Maria Victòria al Pozzo della Cisterna | 1847-1876   |                                                        |
| Maria Letizia Bonaparte                | 1866-1926   |                                                        |
| Tomislav II                            | 1900-1948   | Rei de Croàcia, 4t Duc d'Aosta                         |
| Irene de Grècia                        | 1904-1974   |                                                        |

## Galeria

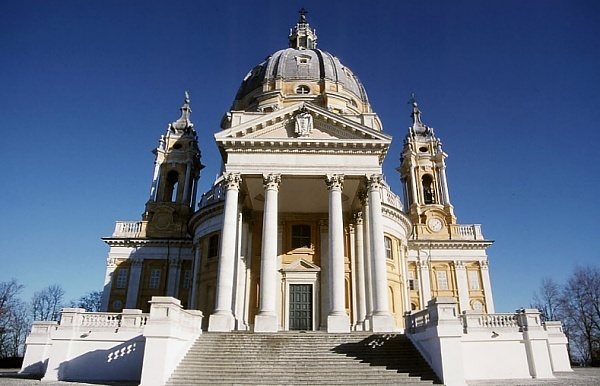
La basílica de Superga.
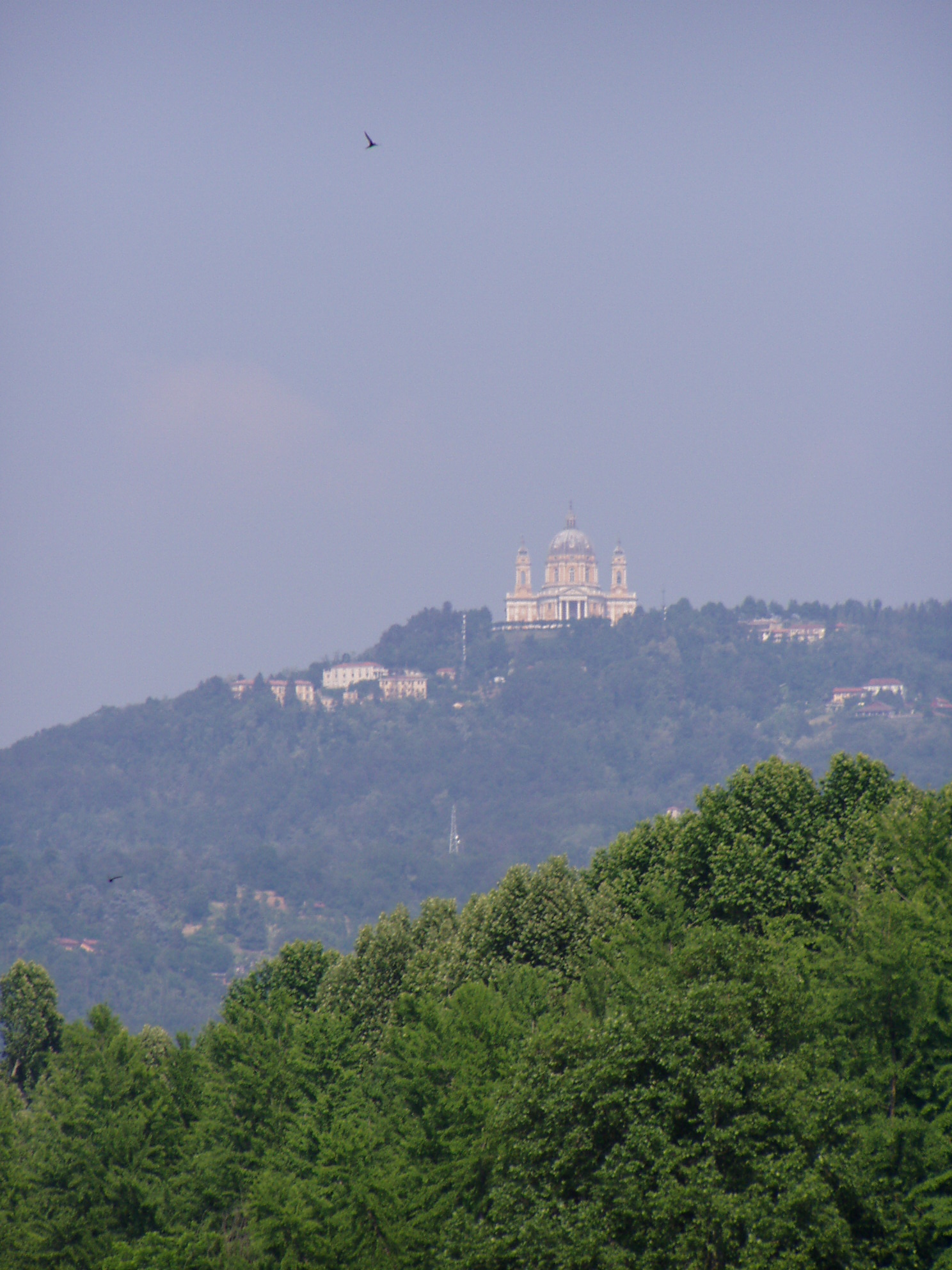
Tossal de Superga
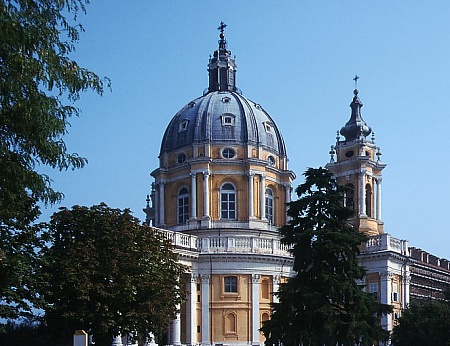
La basílica de Superga